# Frankfort (Afrique du Sud)
Frankfort est une petite ville agricole située sur les bords de la Wilge dans la province sud-africaine de l'État-Libre. La ville est tout d'abord aménagée en 1869 autour de la ferme de Roodepoort et est baptisée Frankfort, d'après son homonyme en Allemagne, par Albert van Gordon, puis la ville est élevée au rang de municipalité en 1896.

## Démographie
Selon le recensement de 2011, la commune de Frankfort comprend 5 840 résidents, principalement issus de la communauté noire (62,04 %). Les blancs et les coloureds représentent respectivement 36,58 % et 0,39 % des résidents. Les habitants de la commune sont à 43,98 % de langue maternelle sesotho et à 37,47 % de langue maternelle afrikaans.
La zone urbaine, comprenant Frankfort et son township de Namahadi, compte cependant 26 144 résidents (91 % de noirs, 8,2 % de blancs).

## Administration
Frankfort est à présent le chef-lieu de la Mafube Municipality comprenant notamment les villages de Villiers, Cornelia et Tweeling. 

## Historique
En 1883, Johannes Henricus Brand, quatrième président de l'État libre d'Orange, visita la ville et posa la pierre angulaire de l'église hollandaise réformée. Cette église fut brûlée par les troupes britanniques durant la seconde guerre des Boers. Elle fut reconstruite après la guerre et inaugurée en 1918. 
La rue principale de Frankfort se nomme « Brand Street » en hommage à Johannes Brand. 